# 알베르트 아인슈타인의 이름을 딴 것들의 목록
알베르트 아인슈타인의 이름을 딴 것들의 목록이다.

## 과학적, 수학적 개념
- 보스-아인슈타인 응축
- Bose–Einstein correlations
- 보스-아인슈타인 통계
- Einstein aether theory
- 등가원리
- Einstein frame
- 질량-에너지 등가
- 아인슈타인 방정식
- Einstein's radius of the universe
- Einstein (unit)
- 아인슈타인 표기법
- 아인슈타인 계수
- 아인슈타인의 우주상수
- Einstein relation (kinetic theory)
- 플랑크-아인슈타인 관계식
- Einstein–Brillouin–Keller method
- 아인슈타인-카르탕 이론
- Einstein–Hopf drag
- 아인슈타인-더 하스 효과
- 아인슈타인-맥스웰-디랙 방정식
- Einstein–de Sitter universe
- Einstein–Hermitian vector bundle
- 아인슈타인-힐베르트 작용
- 아인슈타인-포돌스키-로젠 역설
- 아인슈타인-로젠 다리
- Einstein–Rosen metric
- 아인슈타인 편이
- Einstein–Schrödinger equation
- 아인슈타인 십자가
- Einstein function
- Einstein's light box
- 아인슈타인 모형
- 아인슈타인 다양체
- 아인슈타인 반경
- Einstein group
- 아인슈타인 고리
- Einstein–Infeld–Hoffmann equations
- Einstein synchronisation
- 아인슈타인 텐서
- Einstein's static universe
- Friedmann–Einstein universe
- Hamilton–Jacobi–Einstein equation
- Higher-dimensional Einstein gravity
- Kähler–Einstein metric
- Wiener–Khinchin–Einstein theorem
- Einstein pseudotensor
- Stark–Einstein law
- Stokes–Einstein equation (translational diffusion)
  - Stokes–Einstein–Debye equation (rotational diffusion)

## 학교
- 알베르트 아인슈타인 의과대학